# Nathaly Antona
Nathaly Antona (16 de Fevereiro de 1975 – 18 de Junho de 2024) foi uma política francesa do Reagrupamento Nacional (RN).

## Biografia
Nascida a 16 de Fevereiro de 1975, Antona candidatou-se pela primeira vez pelo RN nas eleições legislativas francesas de 2022 em Corse-du-Sud. Nas eleições para o Parlamento Europeu de 2024 na França, candidatou-se como a 24.ª candidata na lista do RN, ganhando um lugar. Foi a única pessoa da Córsega a ser eleita como eurodeputada na eleição.
A 18 de Junho de 2024, Antona faleceu em Ajaccio, 10 dias após a sua eleição. Tinha 49 anos. Antona foi substituída por André Rougé.